# 绿地图

綠地圖

綠地圖是經由當地繪製的以環保為主題的地圖，其採用由非營利組織「綠地圖系統」（Green Map System）所提供的全球統一使用的地圖圖例和繪圖資源。綠地圖標示出了一個社區的自然、文化和可持續發展資源，比如回收中心、污水處理地點、公共藝術場所、社區花園和其他具有社會價值的商業地點等。绿地图已在全世界65个国家开展

## 目的
綠地圖(Green Map®)的目的是為了給人們選擇可持續發展的生活方式提供一個嚮導，幫助人們加入到當地的自然、生態、社會和文化生活中。以製作地圖為手段，綠地圖系統促進全世界各地社區的可持續發展。通過標註出一個社區的綠色資源，包括自然、生態、文化和可持續發展資源，綠地圖旨在幫助當地的居民瞭解與其相互依賴的自然環境、社會和經濟系統，並向地圖使用者提供可持續發展生活方式的選擇。

## 標語
綠地圖的標語是「心懷世界，手繪我家」。這主要是來源於綠地圖的理念，從全球角度出發來考慮人類共有的環境，從自我角度來做起，通過繪製自己社區的地圖，選擇可持續發展的生活方式，來保護這個共有的環境。

## 綠圖例

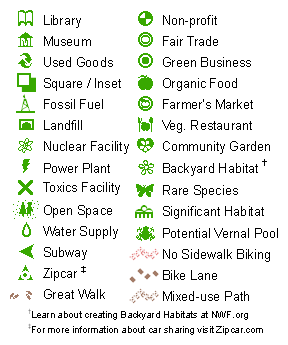
麻薩諸塞州劍橋的綠地圖所使用的图例。

图例是地图的组成部分，用来说明各种符号所代表的意义，绿地图系统为绿地图设计的图例称为绿图例（Green Map Icons），绿地图系统将其誉为「绿色地图运动的核心」，绿地图系统的整个行动网络都在使用这种全球通行的设计符号。
綠地圖系統現使用的版本為2008年版圖例，來自於對最原始的綠地圖圖例的擴展和修改，以CC BY-NC-SA协议授权，允许和常规地图的图例或其它项目的特有图例混合使用。
现行的绿图例分为三种属性（genres）：绿色生活（Green Living）、自然（Nature）、文化和社会（Culture & Society），然后分为 12 个类别。

## 綠家園
綠地圖的官方全球網站是所有綠地圖繪圖者和使用者在網上相聚的地方，同時也為所有對可持續發展未來感興趣的人士提供信息和資源。綠地圖系統於1995年創建其網站並於2007年5月再次推出其改版的網站。新的網站增加了「綠家園」網頁，這是一個供所有繪圖者相互交流、展示項目、開展合作、共享資源的互動中心。這個板塊的網站被命名為「綠家園」，意味著這是一個培育「綠色地圖」的家園。

## 組織結構

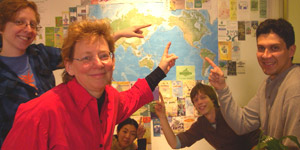
綠地圖系統工作人員

綠地圖系統在紐約的辦公室是為綠地圖在全球各地提供資源工具、項目推廣和支持的中心。由於近幾年來全球各地綠地圖項目的飛速發展，綠地圖系統開始採用 「去中心化」或者叫做「中樞「結構的管理方式。綠地圖系統鼓勵各個地區形成當地的支持網絡，包括拉丁美洲和加勒比海地區的 Mapa Verde，亞洲的日本綠地圖和印度尼西亞綠地圖，以及世界其他各地。綠地圖系統總部和其地區中樞網絡以及以社區為單位的綠地圖項目組通過在線項目介紹、網絡日誌、共同出版的書籍、媒體產品、工作坊以及其他公共展示機會等，共同分享綠地圖項目取得的成果。

## 繪圖過程
綠地圖系統負責授權各地的繪圖者使用其綠圖例和製圖工具，但每一個綠地圖項目都是由當地人員組織和領導的。草根組織和現有的非營利性組織、大學、中學、政府和旅遊組織等都可以發起綠地圖項目，利用綠地圖系統可調整的工具和繪圖方法來繪製並出版滿足他們自己當地居民和訪客需要的綠色地圖。
綠地圖系統通過將其開發的可調整製圖工具和通用的圖例資源與各地製圖者的知識和領導力的結合起來，來支持各地的綠地圖繪圖者。繪圖者繪製的體現人們對自己社區「形象」變化的地圖，可以作為當地居民和遊客全面的瞭解可持續發展的生活方式的選擇和實用指南。 

## 影響和發展

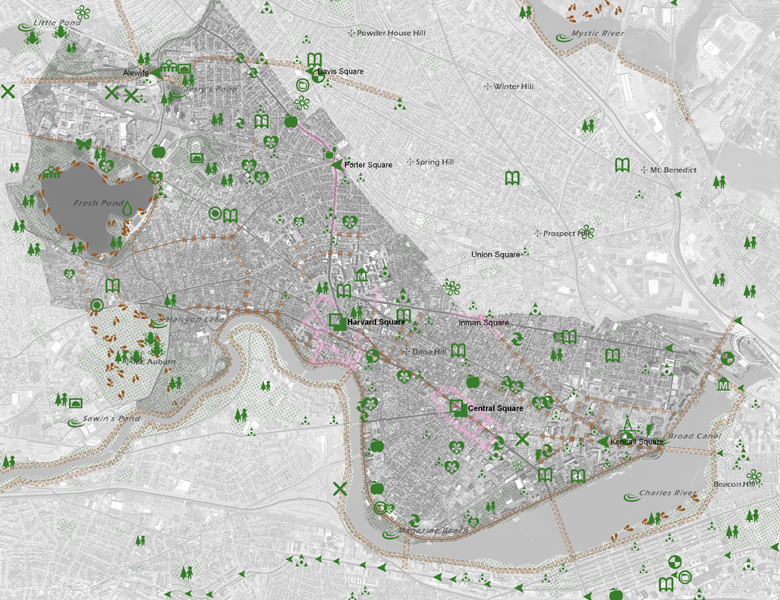
麻薩諸塞州劍橋的綠地圖

綠地圖系統已經在全世界51個國家超過400多個城市、鄉村和社區中開展。無論是繪圖的過程本身還是最後完成的綠色地圖，都已經產生了顯著的成果：
- 加強了地區-全球的可持續發展網絡
- 提高了對更健康、更綠色生活方式選擇的需求
- 幫助將成功的可持續發展生活方式的舉措向更多的社區推廣

目前已經出版了325份不同的綠地圖，包括80份網絡版本。

### 中国大陆
2005年（一说2004年），自然之友成为「绿地图系统」在中国大陆的第一个正式合作伙伴。2006年，自然之友绘制了北京第一份绿地图——“什刹海绿地图”
2010年，世界自然基金会在中国大陆组织30支大学生队伍、600多名大学生对15个省份的重要湿地进行考察，绘制了中国大陆第一套湿地绿地图，共计80余份，其中的前20名在2010年上海世界博览会国际组织综合馆世界自然基金会展区展出。

## 歷史
綠地圖系統最初由現代世界設計公司的生態設計師溫迪鮑爾女士採用，作為提高公眾環保意識和宣傳的教育工具。第一份綠地圖是關於紐約的綠蘋果地圖。全球的綠地圖系統隨紐約綠地圖的成功而誕生。自1995年以來，綠地圖的製作一直在穩定發展。全球已經出版了超過325份綠地圖。

## 品牌和拼寫
儘管綠地圖系統一直倡導大寫拼寫「Green Map」，來保持該商標的產權。小寫的「green map」和「greenmap」經常為他人所使用。綠地圖系統一直比較關注對其標識和版權的保護，以確保該組織的完整性。綠地圖系統希望避免偽環保主義者藉此漂綠及對Green Map這一名詞的濫用，並堅決杜絕對該標識的非法商業利用。

## 註腳
1. ↑  . eSpatially New York. 30 July 2020  [30 January 2021]. （原始内容存档于2021-02-03）.
2. 1 2 3  . www.greenmap.org.   [2021-06-22]. （原始内容存档于2021-04-11）.
3. 1 2  张虹雨. . 中国绿色时报 (中国绿色时报社). 2006-10-30  [2021-06-22] （中文（中国大陆））.[]
4. ↑  . sports.cctv.com.   [2021-06-22]. （原始内容存档于2009-06-19）.
5. ↑  . finance.sina.com.cn.   [2021-06-22]. （原始内容存档于2015-03-23）.
6. ↑  赵辉, 党波涛. . 中国绿色时报 (中国绿色时报社). 2010-10-08  [2021-06-22] （中文（中国大陆））.[]
7. ↑  张瑜琨, 黎凤, 党波涛. . 长江商报. 2010-09-27  [2021-06-22]. （原始内容存档于2021-06-25） （中文（中国大陆））.
8. ↑  杨艺, 汪玲. . 成都商报. 2010-09-16  [2021-06-22]. （原始内容存档于2021-06-25）.
9. ↑  Wendy Brawer, e-mail message to Jerrad Pierce, November 21, 2004 regarding word choice in "Improving the Cartographic Quality of Green Maps" （页面存档备份，存于）
10. ↑  Brawer, Wendy. "Copyright & Icon updating".  11 December 2004. http://www.greenmap.com/gm/forum/viewtopic.php?p=90 Archive.today的存檔，存档日期2013-01-24 (31 August 2006)
11. ↑  Green Map System, "Mapmaker Checklist". 22 September 2003. http://www.greenmap.org/report/checklist03.txt （页面存档备份，存于）(31 August 2006)

## 外部連結
- Green Map Atlas （页面存档备份，存于）
- httpn Map://www.greenmap.org/ （页面存档备份，存于）